# 풍찻간 소식

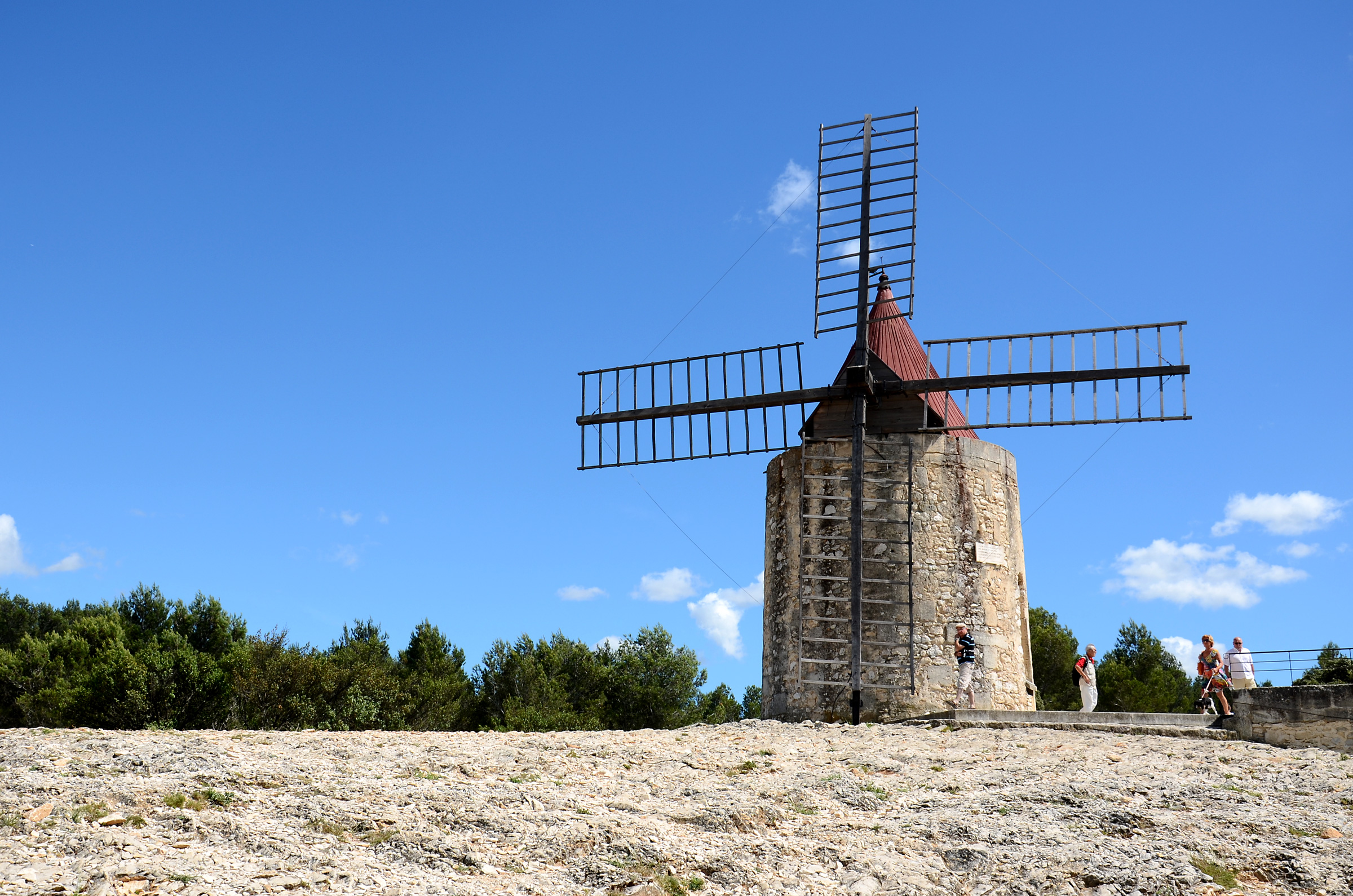

《풍찻간 소식》(프랑스어: Lettres de mon moulin, 영어: Letters from My Windmill)은 알퐁스 도데의 단편집이다.
때로는 야유도 섞어가며 자상한 시정과 풍요하고 경묘(輕妙)한 필치로써 남프랑스 프로방스 지방의 인정과 풍경을 써서 작자의 이름을 널리 알리게 한 단편집이다. 이 중 <코르니외 아저씨의 비밀>,<스간 씨(氏)의 산양> <아를의 여인> <노인> <두 여관(旅館)> 등이 유명하다. 이 풍차방앗간은 아를 부근에 현존하고 있다.